# Lobamba
Lobamba é uma cidade de Essuatíni localizada no distrito de Manzini. É a capital tradicional e legislativa do país, sede do Parlamento e residência da Rainha-Mãe. Fica situada na parte ocidental do país, no vale de Ezulwini, a 16 km de Mebabane. É famosa por duas cerimónias: a Reed Dance, que se celebra em Agosto e Setembro em honra da Rainha-Mãe, e a Incwala Kingship, em dezembro e janeiro em honra do Rei. Estas cerimónias incluem danças, cantares e festejos com trajes tradicionais.